# レオ・ホワイト
レオ・ホワイト（Leo White、1873年11月10日 - 1948年9月20日）は、プロイセン王国出身のアメリカ合衆国の俳優、コメディアン。1910年代から1940年代にかけてチャールズ・チャップリン、「ファッティ」ロスコー・アーバックル、オリヴァー・ハーディ、マックス・ランデーらの助演者として活躍し、胡散臭さ漂う成りすまし伯爵の役柄を得意とした。レオの演じる伯爵は特に「フランス人伯爵」とも呼称されるが、この場合における「フランス人」はフランス国籍を有する人々を指すのではなく、チャップリンも映画入りする前に身を置いたミュージックホールで演じられていた寸劇にしばしば出てくるキャラクターの一つである。

## 生涯
レオ・ホワイトは1873年11月10日、プロイセン王国西プロイセンのグラウデンツ、現在のポーランド領グルジョンツに生まれる。生年に関しては1880年、1882年、1887年とする資料もある。幼年期から青年期にかけてのことに関する詳細ははっきりしないが、1890年代後半からミュージックホールの舞台に立つ芸人としてキャリアを重ねるようになる。1910年にハリウッドの演劇プロデューサーであるダニエル・フローマンに見いだされてアメリカにわたり、渡米後は映画界に移って1914年にエッサネイ社と契約する。
エッサネイ社には当時年長のコメディアンであるベン・ターピンが在籍しており、同じ1914年の暮れには、キーストン社からチャップリンが移籍。エッサネイ時代とミューチュアル社におけるチャップリン作品では、エッサネイ社移籍第1作の『チャップリンの役者』でユサール将校を騙る役者を演じて以降、常連の脇役として出演する。しかし、レオはチャップリンに忠実ではあったが、エッサネイ社にも忠実であった。チャンプリンが契約問題が原因でエッサネイ社を去ったあと、レオはエッサネイ社の命を受けて『チャップリンのカルメン』の追加撮影分を監督する。ベン・ターピンが演じる新キャラクターの出演シーンが追加され、カットされたチャップリンの出演シーンを発掘してつなぎ合わせたレオ版の『チャップリンのカルメン』は1916年4月に四巻物の作品として再公開、知らせを聞いたチャップリンは寝込むほどショックを受けた。チャップリンは上映差し止めの裁判を起こすが敗訴し、これに力を得たエッサネイ社は『チャップリンの悔悟』の一部と『生活』と題された長編喜劇の未使用フィルムを接続した作品を作り上げ、追加の場面の監督をレオに命じた。『三つ巴事件』と名付けられたこの作品は、チャップリンの承認を得ていない。チャップリンの伝記を著した映画史家のデイヴィッド・ロビンソンは作品を「失敗作」と断じてはいるものの、レオの演出自体には一定の評価を与えている。
レオはチャップリン以外にも様々なコメディアンと共演したが、なかでもビリー・ウェストとの共演はチャップリン研究者を一時混乱させるほどであった。ビリー・ウェストはチャップリンの模倣俳優として成功した人物であり、髪型や仕草から利き手まで徹底的に模倣し、レオをはじめとするチャップリン映画の出演者を起用、共演者の設定やプロットまでチャップリン映画の模倣を巧みに、かつ高いレベルで行っていた。輪郭が違うという点があるが作品を一見しただけでは判別がつかず、ビリー・ウェストの作品が「チャップリンの未発見初期映画」として「発見」されたこともあった。
1920年代に入ると、レオはコメディのみならずドラマティックな作品にも出演するようになり、『血と砂』ではセックス・シンボルとして当時絶大な人気を誇っていたルドルフ・ヴァレンティノと共演。その他、『ベン・ハー』（1925年）にも出演。1930年代以降は『オペラは踊る』（1935年）などマルクス兄弟の諸作品に端役として出演するようになる。晩年期には再びチャップリンを顔合わせをし、1940年の『独裁者』ではチャップリンが二役で演じるヒンケル付きの理容師の役として出演。その後も『カサブランカ』（1942年）などワーナー・ブラザース製作の作品に出演し続けた。1948年9月20日、レオ・ホワイトはカリフォルニア州グレンデールで74歳で亡くなり、グレンデールのグランド・ビュー記念公園墓地に埋葬されている。レオは生涯に二度の結婚をして、5人の子どもを残した。

## 主な出演作品
インターネット・ムービー・データベースのデータによる。
- One Wonderful Night  （1914年）
- チャップリンの役者（1915年）俳優
- アルコール先生公園の巻（1915年）優雅に振舞う女たらし
- アルコール夜通し転宅（1915年）フランスのしゃれ男・ホテルの事務員（二役）
- チャップリンの拳闘（1915年）ばくち打ち
- チャップリンの駈落（1915年）伯爵
- チャップリンの失恋（1915年）泥棒
- チャップリンのお仕事（1915年）紳士の訪問客
- チャップリンの女装（1915年）公園の紳士
- チャップリンの掃除番（1915年）銀行の顧客
- チャップリンの船乗り生活（1915年）無理やり連れてこられた船乗り
- チャップリンの寄席見物（1915年）特別席の紳士・手品師（二役）
- チャップリンのカルメン（1915年）衛兵将校
- チャップリンの悔悟（1916年）果物売り・簡易宿泊所の主人・警官（三役）
- チャップリンの替玉（1916年）上品な顧客
- チャップリンの消防夫（1916年）火災に遭った男
- チャップリンの放浪者（1916年）年老いたユダヤ人・ジプシーの老婆（二役）
- チャップリンの伯爵（1916年）伯爵
- チャップリンの舞台裏（1916年）舞台係
- チャップリンの勇敢（1917年）警官
- Back Stage （1917年）
- 彼の一日の終わり（英語版）（1918年）
- 三つ巴事件（1918年）伯爵
- 悪魔の合鍵（英語版）（1920年）
- 血と砂（1922年）アントニオ
- 虚栄の市（1923年）イシドア
- 巨人征服（1923年）
- ベン・ハー（1925年）サンバラット
- サンライズ（1927年）床屋
- グランド・ホテル（1932年）ポーター
- オペラは踊る（1935年）
- 踊る不夜城（1938年）
- 独裁者（1940年）総統付床屋
- カサブランカ（1942年）エミール（ウエーター）
- ヤンキー・ドゥードゥル・ダンディ（1942年）